# RTCN Rusinowo
Maszt radiowy w Rusinowie (Maszt RTV w Rusinowie) – Radiowo-Telewizyjne Centrum Nadawcze w Rusinowie, maszt o wysokości 320 metrów, najwyższa konstrukcja województwa zachodniopomorskiego. W latach 60. i 70. stał tuż obok obecnego masztu drugi, wcześniej postawiony, maszt o wysokości około 270 metrów; wskutek błędnego wykonania pewnych łączeń konstrukcji maszt rozebrano jako grożący zawaleniem. Na terenie RTCN Rusinowo są widoczne w trawie stare już nieużywane bloki betonowe z pordzewiałymi kotwami. Obecnie istniejący maszt jest widoczny z bardzo dużej odległości i stanowi dodatkową atrakcję dla podróżujących drogą krajową 22, tzw. "Berlinką".

## Parametry[1]
- Wysokość posadowienia podpory anteny: 134 m n.p.m.
- Wysokość zawieszenia systemów antenowych: Radio: 265, TV: 310 m n.p.t.

## Nadawane programy

### Programy radiowe
| LP | Program                 | Właściciel                                                               | Częstotliwość | Moc transmisji | Polaryzacja |
| -- | ----------------------- | ------------------------------------------------------------------------ | ------------- | -------------- | ----------- |
| 1  | Radio Koszalin          | Polskie Radio - Regionalna Rozgłośnia w Koszalinie "Radio Koszalin" S.A. | 88,10 MHz     | 3 kW           | pionowa     |
| 2  | PR3                     | Polskie Radio S.A.                                                       | 90,90 MHz     | 30 kW          | pozioma     |
| 3  | RMF FM                  | Radio Muzyka Fakty Sp. z o.o.                                            | 96,60 MHz     | 30 kW          | pozioma     |
| 4  | Radio Zet               | Radio ZET Sp. z o.o.                                                     | 97,90 MHz     | 60 kW          | pozioma     |
| 5  | Polskie Radio Program I | Polskie Radio S.A.                                                       | 101,90 MHz    | 30 kW          | pozioma     |
| 6  | Radio Poznań            | Polskie Radio - Regionalna Rozgłośnia w Poznaniu "Radio Merkury" S.A.    | 103,60 MHz    | 60 kW          | pozioma     |

### Programy telewizyjne - cyfrowe
| Nazwa multipleksu     | Częstotliwość | Kanał | Moc promieniowana nadajnika | Polaryzacja | Kompresja wizji |
| --------------------- | ------------- | ----- | --------------------------- | ----------- | --------------- |
| MUX 1                 | 642 MHz       | 42    | 100 kW                      | pozioma     | MPEG-4          |
| MUX 2                 | 650 MHz       | 43    | 100 kW                      | pozioma     | MPEG-4          |
| MUX 3 (TVP3 Poznań)   | 554 MHz       | 31    | 100 kW                      | pozioma     | MPEG-4          |
| MUX 3 (TVP3 Szczecin) | 570 MHz       | 33    | 25 kW                       | pozioma     | MPEG-4          |
| MUX 8                 | 205,5 MHz     | 9     | 40 kW                       | pionowa     | MPEG-4          |
| MUX 6 (TVP)           | 658 MHz       | 44    | 50 kW                       | pozioma     | HEVC            |
| MUX 4 (kanały płatne) | 498 MHz       | 24    | 100 kW                      | pozioma     | MPEG-4          |

## Nienadawane analogowe programy telewizyjne

### Programy telewizyjne
Programy telewizji analogowej zostały wyłączone 20 maja 2013 r. o godz. 1:06.
| LP | Program | Właściciel            | Częstotliwość | Kanał | Moc nadajnika | Polaryzacja |
| -- | ------- | --------------------- | ------------- | ----- | ------------- | ----------- |
| 1  | TVP2    | Telewizja Polska S.A. | 495,25 MHz    | 24    | 200 kW        | pozioma     |
| 2  | TVP1    | Telewizja Polska S.A. | 551,25 MHz    | 31    | 200 kW        | pozioma     |